# Trần Cố
Trần Cố (chữ Hán: 陳固, ? - ?), người xã Phạm Triền, huyện Thanh Miện, phủ Hạ Hồng (nay là thôn Phạm Lý, xã Ngô Quyền, huyện Thanh Miện, tỉnh Hải Dương), đỗ Kinh trạng nguyên khoa Bính Dần, năm Thiệu Long thứ 9 (1266), đời Trần Thánh Tông, cùng khoa với Trại trạng nguyên Bạch Liêu. Ông làm quan đến chức Hiến sát sứ. 
Theo tài liệu "Lý Chiêu Hoàng - Một đời sóng gió" của Lê Thái Dũng, Trần Cố được gả cho Ứng Thụy Công chúa Lê Ngọc Khuê, con gái của Lý Chiêu Hoàng và Bảo Văn hầu Thiếu sư Lê Phụ Trần, em gái của Thượng vị hầu Lê Tông.